# Service ferroviaire métropolitain de Palerme
Le Service ferroviaire métropolitain de Palerme (en italien : Servizio ferroviario metropolitano di Palermo) est une ligne de trains de banlieue circulant à Palerme, chef-lieu de la Sicile.

## Histoire
Le premier tronçon fut inauguré en 1990, et le réseau est constitué aujourd'hui de 3 lignes.

## Caractéristiques
Une ligne relie la gare centrale à l'aéroport de Palerme, l'autre relie la station Notarbatolo à la place Giachery, entièrement en milieu urbain.
Le réseau actuel comporte 39 km de voies (35 km pour la ligne Palermo Centrale - Punta Raisi et 4 km pour la ligne Palermo Notarbartolo - Giachery), et compte 29 stations.

## Liste des stations

### Palermo Centrale - Punta Raisi
- Palermo Centrale
- Vespri
- Palazzo Reale-Orleans
- Palermo Notarbartolo
- Francia
- San Lorenzo-Colli
- Cardillo-Zen
- Tommaso Natale
- Isola delle Femmine
- Capaci
- Carini Torre Ciachea
- Carini
- Piraineto
- Punta Raisi

### Palermo Notarbartolo - Giachery
- Palermo Notarbartolo
- Federico
- Fiera
- Giachery

## Traduction
- (it) Cet article est partiellement ou en totalité issu de l’article de Wikipédia en italien intitulé « Metropolitana di Palermo » (voir la liste des auteurs).